# Новые Сынджереи
Новые Сынджереи см. также Сынжерей Ной (рум. Sîngereii Noi, Сынджереий-Ной) — село в Сынжерейском районе Молдавии. Является административным центром коммуны Новые Сынджереи, включающей также село Маринешты.
До 1991 года село носило название Новая- Сынжерея и входило в состав Лазовского района. В рамках закона Республики Молдова "Об административно- территориальном устройстве Республики Молдова"  село было переименовано и отнесено в одноименный район.

## География
Село расположено на высоте 164 метров над уровнем моря.

## Население
По данным переписи населения 2004 года, в селе Сынджереий-Ной проживает 3341 человек (1641 мужчина, 1700 женщин).
Этнический состав села:
| Национальность | Число жителей | Процентный состав |
| -------------- | ------------- | ----------------- |
| молдаване      | 2924          | 87.52 %           |
| украинцы       | 355           | 10.63 %           |
| русские        | 44            | 1.32 %            |
| румыны         | 5             | 0.15 %            |
| гагаузы        | 5             | 0.15 %            |
| цыгане         | 2             | 0.06 %            |
| прочие         | 6             | 0.18 %            |
| Всего          | 3341          | 100 %             |